# 白以龙
白以龙（1940年12月22日—2024年5月9日），雲南祥云人，祖籍浙江镇海，力学家，中国科学院院士，主要从事爆炸力学、固体力学和非线性力学的研究。
白以龙1963年毕业于中国科学技术大学近代力学系，1966年从中国科学院力学研究所研究生毕业。此后一直在中科院力学所工作，1987年至1994年担任力学所副所长，1994年至2001年担任学术委员会主任，1993年至2000年间任非线性力学国家重点实验室主任。1979年至1981年间赴英国牛津大学与剑桥大学任访问学者。1991年当选中国科学院院士。2002年当选欧洲科学院院士。
白以龙担任过国家自然科学基金委员会数理学部主任（1994年至2002年）、中国力学学会理事长（1998年至2002年）、《中国科学》副主编、全国政协委员等职。他还获得过国家自然科学二等奖（1993年）、何梁何利基金科学与技术进步奖（1999年）、周培源力学奖（2000年）、John Rinehart奖（2007年）、陈嘉庚科学奖（2010年）等奖项。